# Kenkichi Ando
Kenkichi Ando (japonès: 安藤謙吉)  (Ena, 3 de maig de 1950) és un aixecador japonès, ja retirat, que va competir durant la dècada de 1970.
El 1972 va prendre part en els Jocs Olímpics d'Estiu de Múnic, on disputà, sense sort, la prova del pes gall del programa d'halterofília. Quatre anys més tard, als Jocs de Mont-real, va guanyar la medalla de bronze en la mateixa categoria del programa d'halterofília.
En el seu palmarès també destaquen quatre medalles al Campionat del Món d'halterofília, de plata el 1970 i 1971 i de bronze el 1976 i 1978. Als Jocs Asiàtics guanyà la medalla d'or el Teheran 1974 i la de bronze el Bangkok 1970.